# シレシ・シヒネ
シレシ・シヒネ（Sileshi Sihine, 1983年1月29日 - ）は、エチオピアの陸上競技選手である。シヒネはハイレ・ゲブレセラシェに影響され陸上をはじめ、ジュニアの頃から早くも頭角を現していた。2004年アテネオリンピックと2008年北京オリンピックの男子10000 m銀メダリストである。妻は同じく五輪金メダリストのティルネシュ・ディババ。

## 実績
現在までケネニサ・ベケレの陰に隠れて長距離界では目立たないが、実力は世界トップクラスで、常に世界大会では銀メダルを獲ってきた。そのため敬意と皮肉を込めて「シルバーコレクター」と呼ばれている。現在ケネニサ・ベケレと共にエチオピア及び世界の長距離界をリードするランナーである。なお、2006年に福岡で行われた世界クロスカントリー選手権のショート（4 km、この年をもって廃止）ではスタート直後に上野裕一郎と足が絡まり転倒。その結果、団体戦でのエチオピアの連覇が途絶えることになった。
| 年   | 大会                               | 場所         | 種目    | 結果 | 記録       |
| ---- | ---------------------------------- | ------------ | ------- | ---- | ---------- |
| 2002 | 世界ジュニア陸上競技選手権大会     | キングストン | 10000m  | 銀   | 29分03秒74 |
| 2003 | 世界陸上パリ大会                   | パリ         | 10000m  | 銅   | 27分01秒44 |
| 2003 | オールアフリカゲームズ             | アブジャ     | 10000m  | 金   | 27分42秒13 |
| 2004 | アテネオリンピック                 | アテネ       | 10000m  | 銀   | 27分09秒39 |
| 2004 | IAAFワールドアスレチックファイナル | モンテカルロ | 5000m   | 金   | 13分06秒95 |
| 2005 | 世界陸上ヘルシンキ大会             | ヘルシンキ   | 5000m   | 銀   | 13分32秒81 |
| 2005 | 世界陸上ヘルシンキ大会             | ヘルシンキ   | 10000m  | 銀   | 27分08秒87 |
| 2005 | IAAFワールドアスレチックファイナル | モンテカルロ | 5000m   | 金   | 13分39秒40 |
| 2007 | 世界陸上大阪大会                   | 大阪         | 10000m  | 銀   | 27分09秒03 |
| 2008 | 北京オリンピック                   | 北京         | 10000 m | 銀   | 27分02秒77 |

## 自己ベスト
- 3000m - 7分29秒92（2005年）
- 5000m - 12分47秒04（2004年）※世界歴代6位
- 10000m - 26分39秒96（2005年）
- 10 km - 27分56秒（2004年）
- 15 km - 41分38秒（2004年）
- 20 km - 58分09秒（2005年）
- ハーフマラソン - 1時間01分14秒（2005年）